# Pseudoyersinia lagrecai
Pseudoyersinia lagrecai es una especie de mantis de la familia Mantidae.

## Distribución geográfica
Se encuentra en Italia.